# ソルカン橋

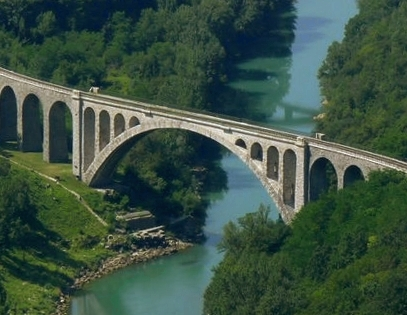
ソルカン橋（2010年）

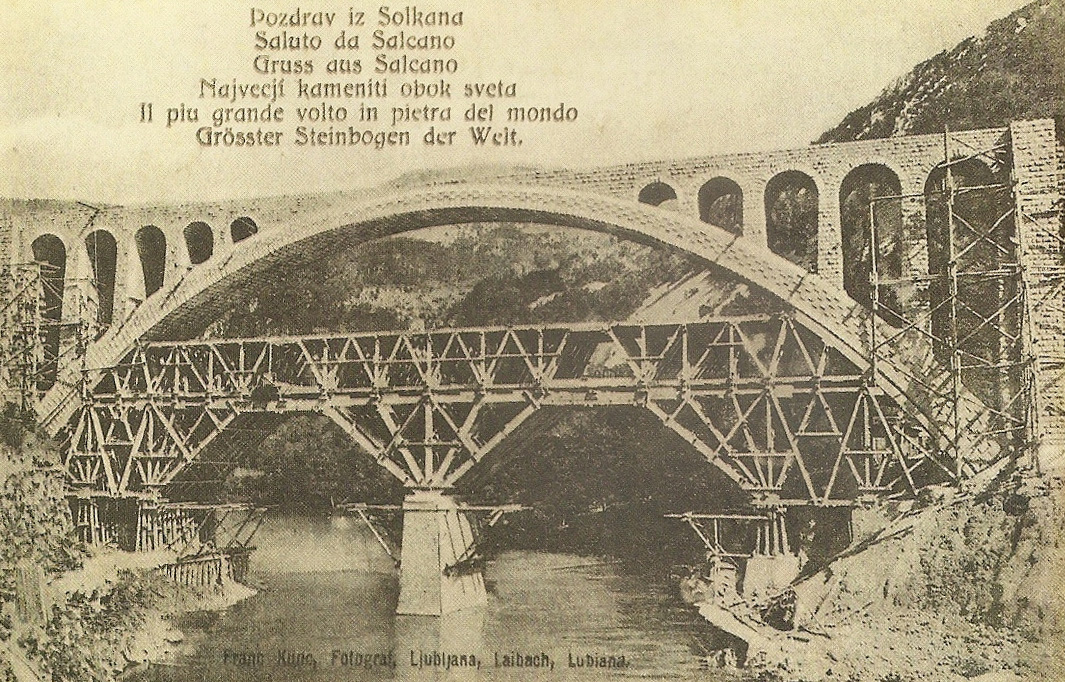
完成直前の初代ソルカン橋（1906年）。主アーチの上には、現在とは異なる5つ穴のサブアーチがある。

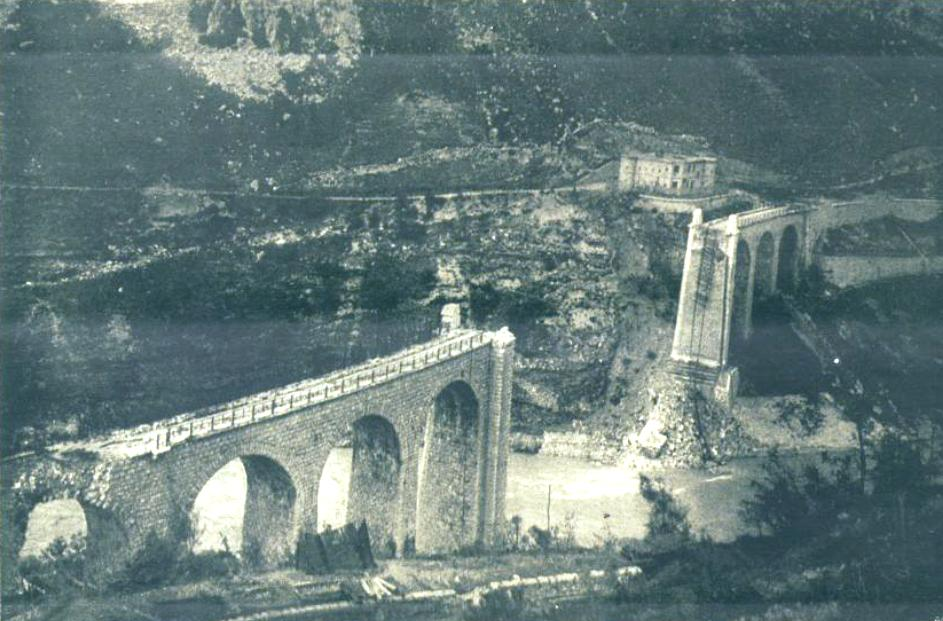
爆破されたソルカン橋

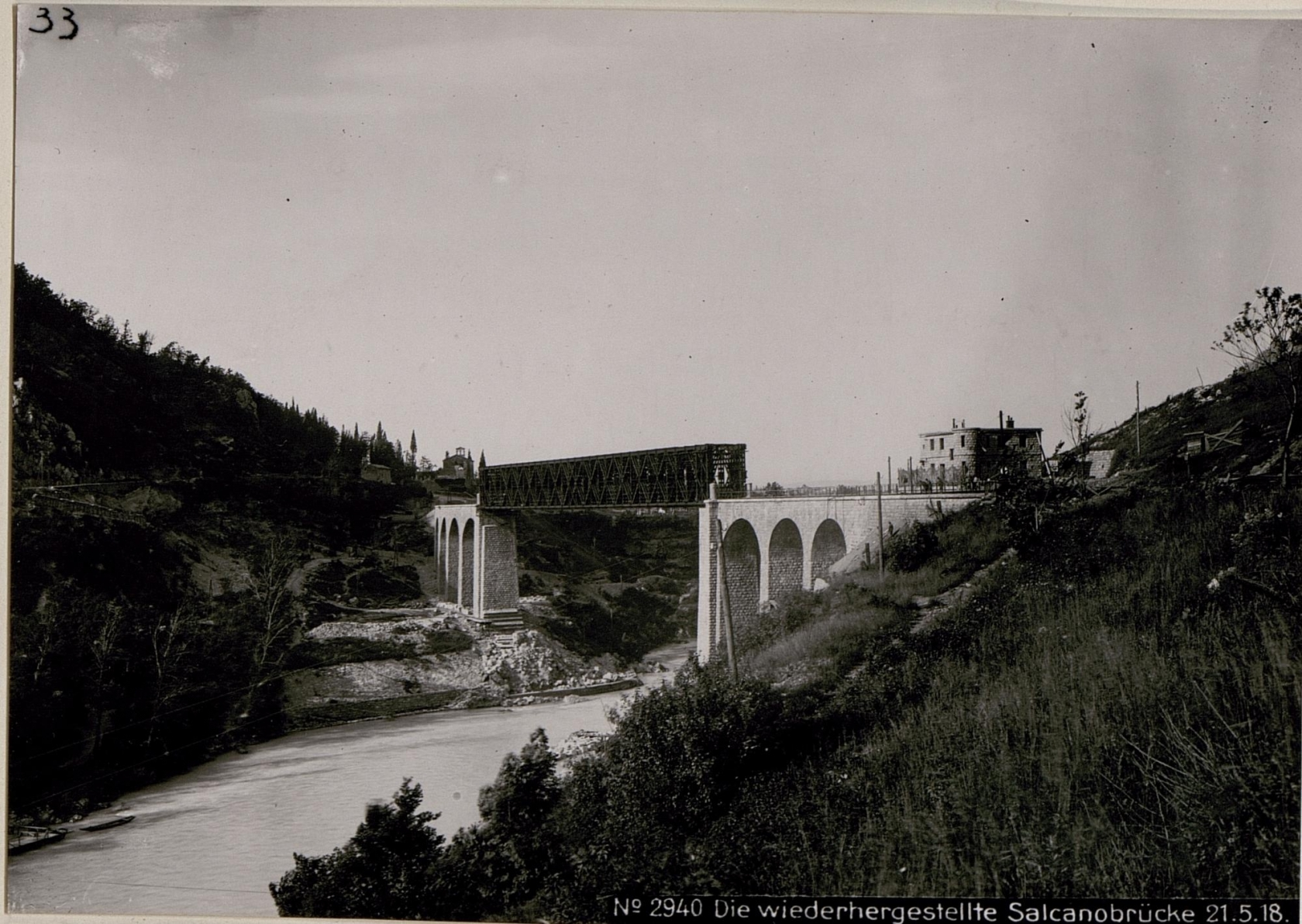
鉄骨トラス構造による仮設橋

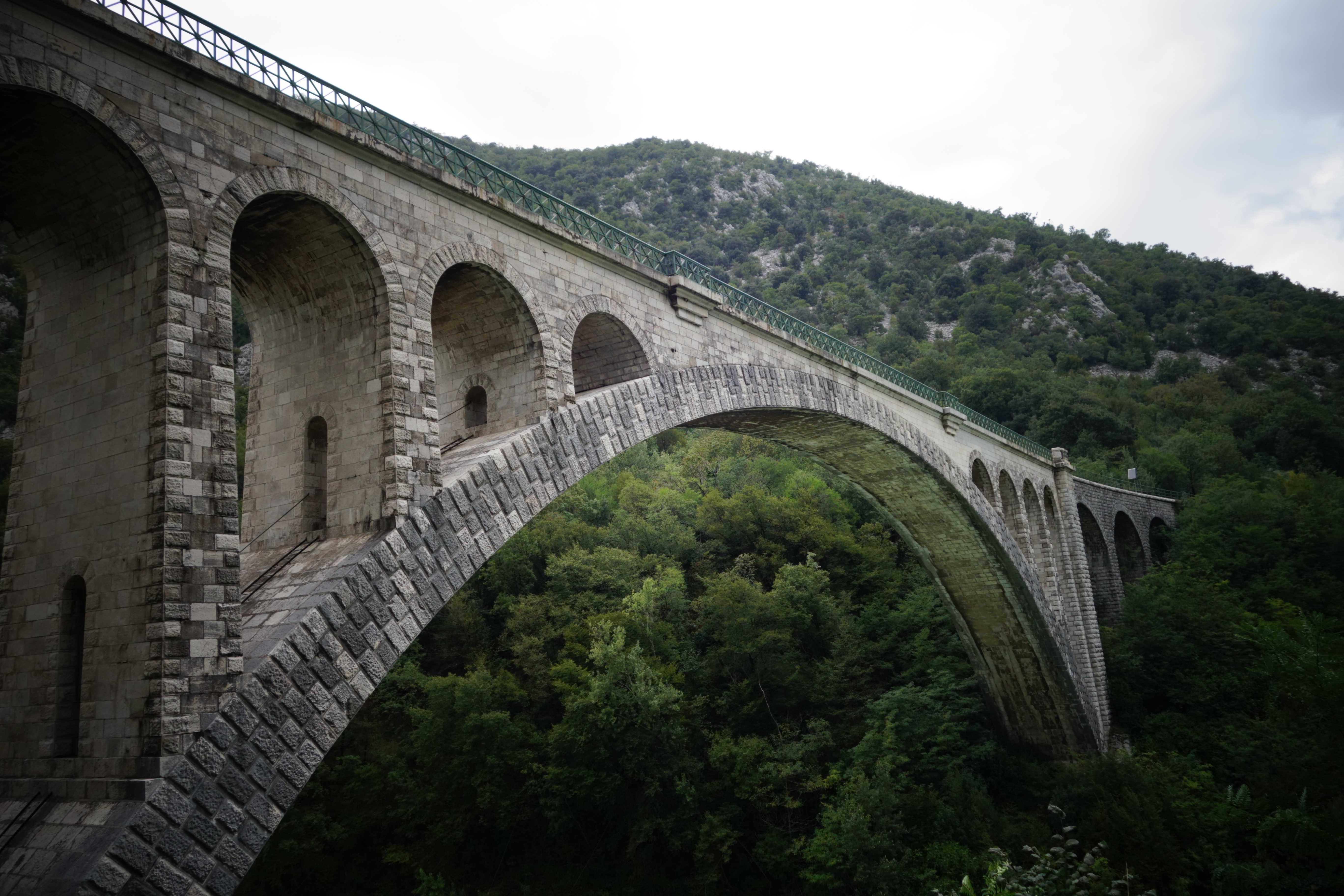
近景

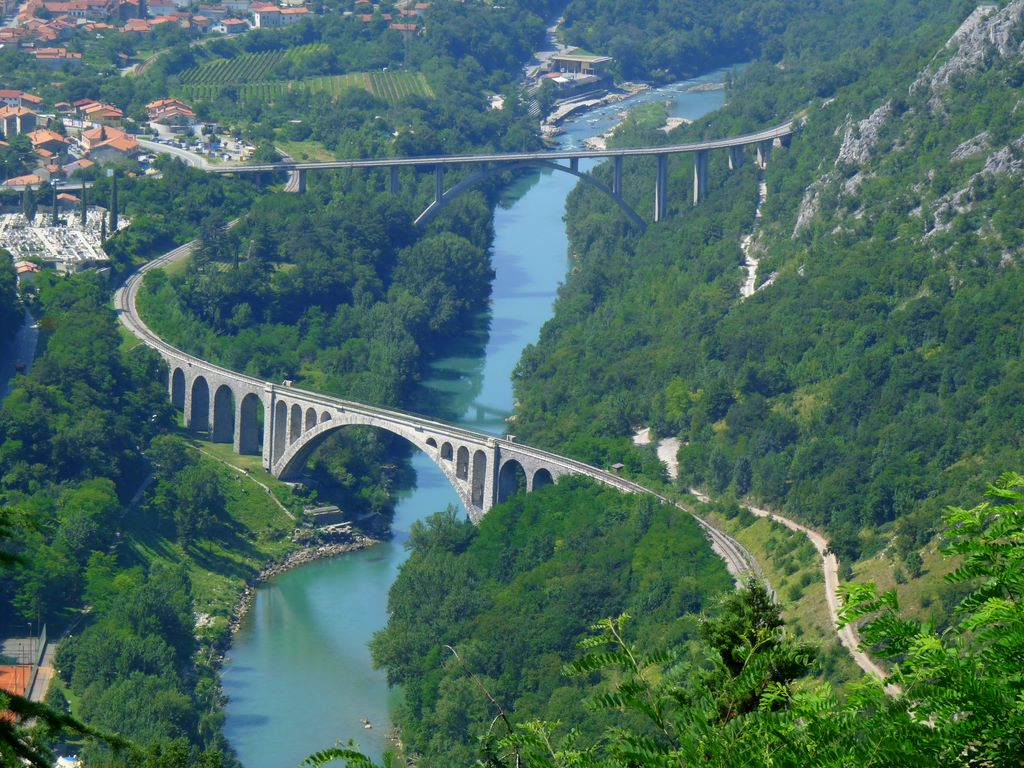
ソルカン橋とソルカン地区の町並み

ソルカン橋（スロベニア語: Solkanski most, イタリア語: Ponte di Salcano）は、西スロベニアノヴァ・ゴリツァ市郊外のソチャ川に架かる全長219.7メートルのアーチ橋である。
モダンデザインのウィーン分離派時代の1900年から1905年に建設され、1906年に径間 85メートルの鉄道橋としては当時最長の石橋が完成した。その後、鉄筋コンクリートを用いた建設技術が主流となったため、鉄道橋としてのこの記録は現在でも更新されていない。

## 概要
建築家ルードルフ・イェスナーとエンジニアのレオポルド・オーレイが、最初に 80メートルの石のアーチ橋として設計し、1904年から1905年にウィーンの建設会社によって施工された。1904年の春、建築会社は軽土の地盤のため設計の見直しを行い、アーチの径間を 85メートルに増やし、4,533個のブロックで組み上げられた。
1906年7月19日に、イェセニツェからゴリツィアへの鉄道として、オーストリア皇位継承者フランツ・フェルディナント大公行啓のもと開業した。
第一次世界大戦の1916年8月、オーストリアの兵士たちは、敵軍に使用されることを防ぐためソルカン地区から撤退する際に930kgの爆薬を使い、橋を破壊した。戦後、イタリア人は、かつて立っていた同じ場所に、1918年に一時的な鉄骨構造の橋を架け、1925年4月から新しい橋の建設を始め、そして1927年に完成させた。この橋は、5つ穴の上部サブアーチが4つに変わったことを除き、最初のものと非常に類似していた。
第二次世界大戦の間も、橋は爆弾による攻撃を受けたが、1944年8月10日の攻撃では爆弾は橋には当たらず、1945年3月15日の爆弾は不発に終わり、最小の損害に留められた。

## 文献
- Gorazd Humar: Kamniti velikan na Soči. Branko, Nova Gorica 1996, ISBN 961-6079-30-1.
- Gorazd Humar, Bogdan Kladnik: Slovenski Mostovi: Bridges of Slovenia. Teil 2: Štajerska, Dolenjska, Gorenjska, Prekmurje. Zaklad, Ljubljana 2002, ISBN 961-6266-12-8.
- Eduard Jordan (2013): Der Eisbahnviadukt von Solkan/Salcano
- Walther Schaumann: Die Bahnen zwischen Ortler und Isonzo 1914 - 1918. Vom Friedensfahrplan zur Kriegsfahrordnung. Bohmann Verlag, Wien 1991.